# Фищук, Василий Максимович
Василий Максимович Фищук (15.7.1921 — 12.3.1991) — штурман звена 160-го гвардейского Висленского Краснознамённого бомбардировочного авиационного полка 8-й гвардейской Черкасской Краснознамённой бомбардировочной авиационной дивизии 6-го гвардейского бомбардировочного авиационного корпуса 2-й воздушной армии 1-го Украинского фронта. Герой Советского Союза. На момент присвоения звания Героя — гвардии старший лейтенант, впоследствии — полковник.

## Биография
Родился 15 июля 1921 года в селе Чернорудка ныне Ружинского района Житомирской области в крестьянской семье. Украинец. Член ВКП(б)/КПСС с 1945 года. В 1936 году окончил неполную среднюю школу, а в 1939 году — Бердичевский педагогический техникум.
В ноябре 1939 года призван в ряды Красной Армии. В 1940 году окончил Харьковское военно-авиационное училище штурманов. В боях Великой Отечественной войны с июня 1941 года. Воевал на Юго-Западном, Сталинградском, Закавказском, Воронежском, Степном, 1-м Украинском и 2-м Украинском фронтах.
В первый же день Великой Отечественной войны младший лейтенант штурман В. М. Фищук вступил в бой с фашистскими самолётами. 24 июля 1941 года была одержана первая победа. В районе Чуднов, Шепетовка он сбил самолёт-разведчик Юнкерс-88. Героически сражался с врагом В. М. Фищук в степях Дона и под Сталинградом, затем участвовал в наступательных боях наших войск.
5 июля 1943 года звено самолётов, в котором штурманом был В. М. Фищук, получило приказ нанести удар по живой силе и технике врага в населённом пункте Стрелецкое, под Белгородом. Фашисты встретили атакующих мощным огнём зенитной артиллерии. Но В. М. Фищук сбросил бомбы точно в цель. Их взрывы фотоаппарат зафиксировал на плёнку.
И ещё был бой, уже в начале августа 1943 года. Несмотря на сильный огонь вражеской артиллерии, В. М. Фищук вывел своё звено на цель — железнодорожную станцию Борки. Меткими ударами были разбиты два эшелона с боеприпасами, разрушен и взорван склад с горючим.
Особенно памятными были для В. М. Фищука бои на сандомирском плацдарме в районе Кельцы, Краков. Пятьдесят боевых вылетов! 24 апреля 1945 года, в дни тяжёлых наступательных боёв на берлинском направлении, В. М. Фищука приняли в члены партии. В тот же день он получил боевой приказ — в составе авиационной эскадрильи лететь на Берлин.
Весь бомбардировочный полк, эскадрилья за эскадрильей, взял курс на логово врага. Их сопровождали истребители. Враг встретил бомбардировщики плотным зенитным огнём. В. М. Фищук, искусно маневрируя, бросал самолёт вправо, влево, набирал высоту и резко снижался. Лётчик пытался вывести самолёт из опасного района. Но вот под крылом самолёта Берлин. В. М. Фищук нажал кнопку. Вниз полетели полутонные и стокилограммовые бомбы.
Указом Президиума Верховного Совета СССР от 27 июня 1945 года за мужество и героизм, проявленные при выполнении боевых заданий командования, лично совершенные 165 успешных боевых вылетов и нанесение врагу больших потерь гвардии, старшему лейтенанту Фищуку Василию Максимовичу присвоено звание Героя Советского Союза с вручением ордена Ленина и медали «Золотая Звезда».
После окончания войны продолжал службу в Армии. В 1956 году окончил Центральные курсы усовершенствования лётного состава. С 1960 года полковник В. М. Фищук — в запасе. В 1966 году окончил Винницкий строительный техникум. Работал в областном жилищном управлении в Виннице. Был членом городского общества по защите памятников истории и культуры, лектором областного общества «Знание».
Жил в городе Винница. Умер 12 марта 1991 года. Похоронен на Центральном кладбище в Виннице.
Награждён орденом Ленина, двумя орденами Красного Знамени, орденами Отечественной войны 1-й и 2-й степеней, Красной Звезды, медалями.
В городе Винница на здании строительного техникума, в котором учился В. М. Фищук, установлена мемориальная доска.